# She's the Sun
She's the Sun è una canzone del gruppo tedesco Scooter. È stata pubblicata nell'agosto del 2000 come il secondo e ultimo singolo del loro settimo album in studio Sheffield.

## Tracce
- CD

1. She's the Sun (Radio Edit) – 3:44
2. She's the Sun (Extended) – 4:52
3. Sunrise (Ratty's Inferno) – 5:39
4. She's the Sun video – 4:00

- Edizione limitata

1. She's the Sun (Radio Edit) – 3:44
2. She's the Sun (Extended) – 4:52
3. Sunrise (Ratty's Inferno) – 5:39
4. H.P. for your Answering Machine Vol. 1 – 0:10
5. H.P. for your Answering Machine Vol. 2 – 0:06
6. She's the Sun video – 4:00

## Contenuto
Il loop di batteria in She's the Sun è campionato dall'introduzione della versione dei Led Zeppelin di When the Levee Breaks, tratta dall'album del 1971 Led Zeppelin IV. 